# Liste bekannter Persönlichkeiten der Medizinischen Akademie Magdeburg

Das Siegel der Medizinischen Akademie Magdeburg

In den nur 39 Jahren des Bestehens der Medizinischen Akademie Magdeburg vom 7. September 1954 bis zur Gründung der Otto-von-Guericke-Universität Magdeburg am 3. Oktober 1993 wurden an der Hochschule 3948 Ärzte ausgebildet. Die Hochschule hatte neun Rektoren. Der Lehrkörper wurde anfänglich teilweise durch Gastprofessoren anderer Hochschulen verstärkt.

## Rektoren der Hochschule von 1954 bis 1993
| Name                 | Fachrichtung              | Zeit des Rektorats |
| -------------------- | ------------------------- | ------------------ |
| Hasso Eßbach         | Pathologie                | 1954–1958          |
| Karl Nißler          | Pädiatrie                 | 1958–1962          |
| Hansjürgen Matthies  | Pharmakologie/Toxikologie | 1962–1967          |
| Georg Wolfgang Höfs  | Dermatologie/Venerologie  | 1967–1970          |
| Hans-Günter Gießmann | Augenheilkunde            | 1970–1973          |
| Hansjürgen Matthies  | Pharmakologie/Toxikologie | 1973–1979          |
| Rolf-Dieter Koch     | Neurologie/Psychiatrie    | 1979–1989          |
| Bernd Lößner         | Pharmakologie/Toxikologie | 1989–1990          |
| Horst Köditz         | Pädiatrie                 | 1990–1993          |

## Hochschullehrer von 1954 bis 1993
| Name                                 | Fachrichtung               |
| ------------------------------------ | -------------------------- |
| Egon Bernoth                         | Gynäkologie/Geburtshilfe   |
| Rolf Bertolini (Gastprofessor)       | Anatomie                   |
| Hertha-Lore Borkhardt                | Mikrobiologie              |
| Harry Braun                          | Dermatologie/Venerologie   |
| Josef-Peter Emmrich                  | Gynäkologie/Geburtshilfe   |
| Hasso Eßbach                         | Pathologie                 |
| Hans-Günter Gießmann                 | Augenheilkunde             |
| Fritz Kurt Hauschild (Gastprofessor) | Pharmakologie/Toxikologie  |
| Peter Heinrich                       | Chirurgie                  |
| Gerhard Wilhelm Heise                | Urologie                   |
| Eberhard Hofmann                     | Biochemie                  |
| Georg Wolfgang Höfs                  | Dermatologie/Venerologie   |
| Harald Hudemann                      | Mikrobiologie              |
| Rolf-Dieter Koch                     | Neurologie/Psychiatrie     |
| Horst Köditz                         | Pädiatrie                  |
| Dieter Krause                        | Gerichtsmedizin            |
| Uwe Küster                           | Biochemie/Immunologie      |
| Wilhelm Küstner                      | Hals-Nasen-Ohren-Heilkunde |
| Jürgen Läuter                        | Biometrie                  |
| Werner Lembcke                       | Chirurgie                  |
| Bernd Lößner                         | Pharmakologie/Toxikologie  |
| Hansjürgen Matthies                  | Pharmakologie/Toxikologie  |
| Martin Meyer                         | Anatomie                   |
| Wilfried Möbius                      | Gynäkologie/Geburtshilfe   |
| Wolfram Neumann                      | Orthopädie                 |
| Karl Nißler                          | Pädiatrie                  |
| Friedrich-Wilhelm Oeken              | Hals-Nasen-Ohren-Heilkunde |
| Hans-Christian Pape                  | Physiologie                |
| Karl Herbert Johann Parnitzke        | Neurologie/Psychiatrie     |
| Elfriede Paul                        | Sozialhygiene              |
| Johannes Rechenberger                | Innere Medizin             |
| Helmke Schierhorn                    | Anatomie                   |
| Giselher Schuschke                   | Hygiene/Umweltmedizin      |
| Bernd Seifert                        | Gynäkologie/Geburtshilfe   |
| Karlheinz Sommer                     | Gynäkologie/Geburtshilfe   |
| Lutz Trümper                         | Biochemie                  |
| Fritz Thoenes                        | Pädiatrie                  |
| Siegfried Vogel                      | Neurochirurgie             |
| Winfried Wagemann                    | Kinderchirurgie            |
| Wolfgang Weise                       | Gynäkologie/Geburtshilfe   |
| Dietmar Wendler                      | Anatomie                   |
| Ekkehard Willenberg                  | Neurochirurgie             |
| Gerald Wolf                          | Neurobiologie              |

## Absolventen
- Arndt Borkhardt, Direktor der Klinik für Pädiatrische Hämatologie, Onkologie und Klinische Immunologie der Heinrich-Heine-Universität Düsseldorf
- Walter Brandstädter, Professor für Blutspende- und Transfusionswesen, langjähriger Präsident der Ärztekammer Sachsen-Anhalt und Vizepräsident der Bundesärztekammer
- Helga Mateoschat, Kinderärztin und Verdienter Arzt des Volkes, Matrikelnummer 4 der Medizinischen Akademie Magdeburg
- Annemarie Reffert, die erste Person, die nach der Verkündung der Grenzöffnung 1989 die Grenze zur Bundesrepublik überschritt
- Giselher Schuschke, Professor für Kommunalhygiene und Umweltmedizin
- Peter von Wichert, emeritierter Direktor der Medizinischen Poliklinik an der Philipps-Universität Marburg

## Ehrensenator
- Max Otten, Pionier der Arbeitsmedizin, 1931–1955 Direktor des Krankenhauses Magdeburg-Altstadt und ab 1932 ärztlicher Direktor am Krankenhaus Magdeburg-Sudenburg, welches später Hauptbestandteil der Medizinischen Akademie Magdeburg wurde